# Jean-Baptiste André Godin

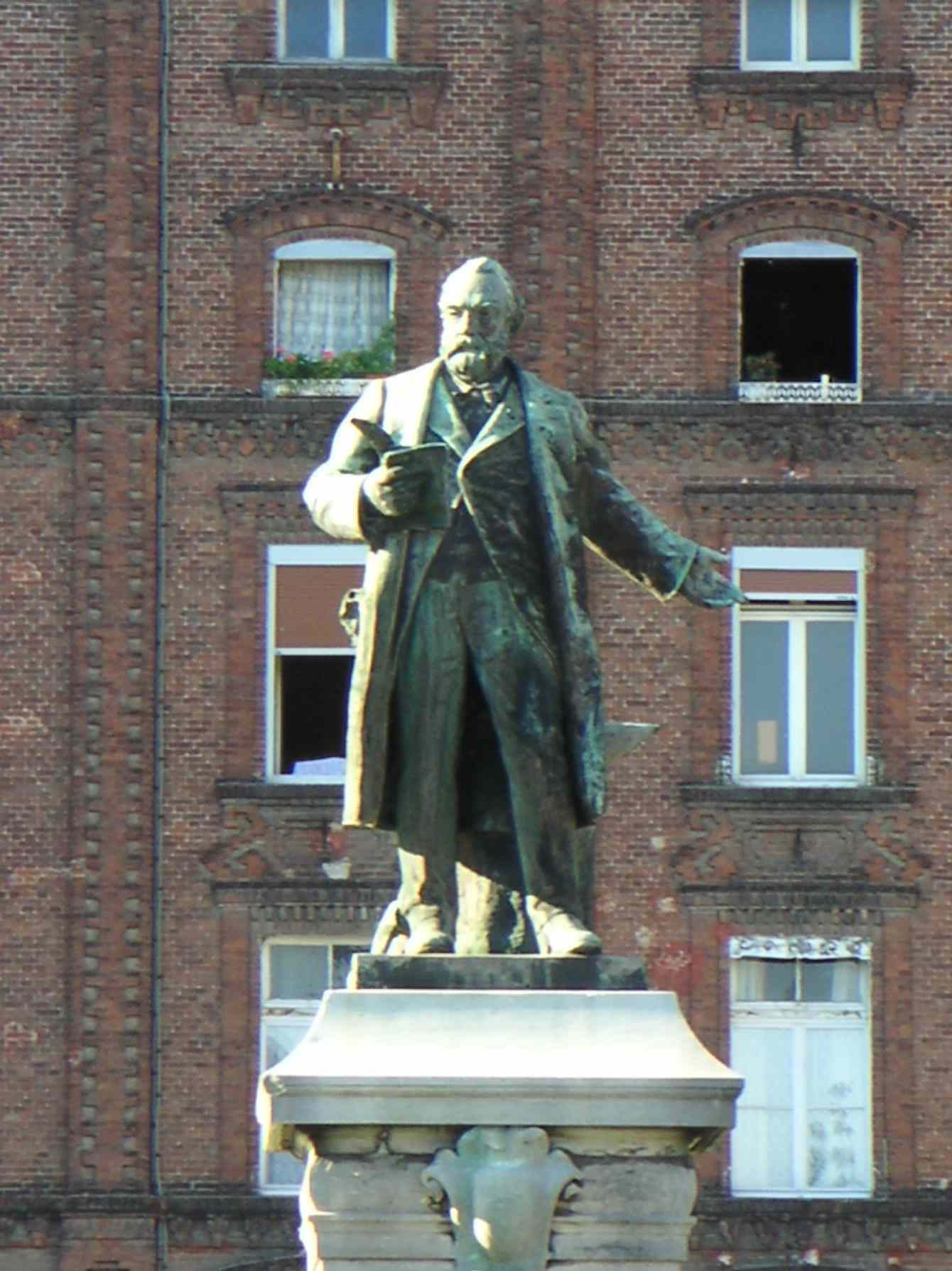
Jean-Baptiste André Godin

Jean-Baptiste André Godin, född 26 januari 1817 i Esquéhéries, död 15 januari 1888 i Guise, var en fransk industriidkare och ekonom.
Godin påverkades av Charles Fourier och Henri de Saint-Simon samt försökte, då han arbetat sig upp från vanlig arbetare till betydande fabriksägare, att förverkliga idéerna om arbetarklassens höjning genom inrättandet (1859) av Familistère Godin, en vid staden Guise inrättad anstalt, omfattande arbetslokaler och gemensamma bostadshus för ursprungligen 400 familjer. 
Godin framlade sina filantropiska och sociala åsikter i flera skrifter, bland annat Solutions sociales (1871), Mutualité sociale (1880; andra upplagan 1891) och den postumt utgivna La république du travail et la réforme parlementaire (1889).